# Clermont-le-Fort
Clermont-le-Fort (em occitano:  Clarmont) é uma comuna francesa na região administrativa da Occitânia, no departamento do Alto Garona. Estende-se por uma área de 10.04 km², com 497 habitantes, segundo o censo de 2018, com uma densidade de 50 hab/km².